# Chápání
Chápání je kognitivní proces, při kterém dochází k rekonstrukci (znovuvytvoření) významu nebo smyslu něčeho konkrétního (např. slova, textu, děje, činu apod.) v lidském vědomí a následnému porozumění dané skutečnosti a jejím souvislostem. K pochopení je nutné porozumění některým pojmům souvisejících s činností, o jejíž chápání jedinec usiluje.
V širším slova smyslu je chápání schopnost vidět vztahy mezi věcmi, chápat souvislosti mezi nimi a vnímat a interpretovat smyslové podněty. Z intelektuálního hlediska je chápání schopnost řešit problémy a rozumět složitějším konceptům (např. mít abstraktní myšlení). Z emočního hlediska může chápání vyjadřovat také schopnost vcítit se do pocitu druhých lidí a porozumět tomu, co zažívají.